# حمله ۲۰۲۰ دارفور
حمله ۲۰۲۰ دارفور (انگلیسی: 2020 Darfur attacks) بدنبال تیراندازی‌های گسترده‌ای که در ژوئیه در مناطقی از دارفور سودان اتفاق افتاد. نخست‌وزیر سودان و سازمان ملل متحد دلیل این خشونت‌های مرگبار را مسئله زمین بین قبایل بیابان‌گرد عرب و کشاورزان متعلق به قبایل آفریقایی در منطقه غرب سودان در دارفور می‌دانند.
گفته می‌شود که در این درگیری‌ها دست‌کم ۶۰ نفر کشته شده‌اند.